# Усенко, Елена
Елена Усенко (укр. Олена Усенко; род. 17 июня 2007, Белая Церковь) — украинская певица, представительница Украины на песенном конкурсе «Детское Евровидение – 2021», участница пятого сезона украинского проекта «Голос. Дiти».

## Биография
Елена родилась в городе Белая Церковь в 2007 году.

## «Детское Евровидение — 2020»
В 2020 году Елена участвовала в национальном отборе Украины на конкурс «Детское Евровидение — 2020», где заняла второе место с песней «Never Get Free».

## Детское Евровидение — 2021
Спустя год Елена стала участницей отборочного тура на конкурс 2021 года, где одержала победу и получила возможность представить Украину на «Детском Евровидении — 2021».
В финале она заняла шестое место.